# Болин, Хуго
Аксель Хуго Болин (швед. Axel Hugo Bolin; род. 24 июля 2003, Бурос) — шведский футболист, полузащитник «Мальмё».

## Клубная карьера
Начинал заниматься футболом в «Шёмаркене». В 11-летнем возрасте был замечен представителями «Челси», в результате чего несколько раз в год ездил на стажировку в английский клуб в течение следующих трёх лет. В 2019 году дебютировал во взрослом футболе в составе «Сандареда» в четвёртом дивизионе, за которую провёл три матча и забил один мяч. Летом 2019 года присоединился к молодёжной команде «Мальмё». Первую игру за основной состав провёл 13 октября 2021 года во втором раунде кубка страны против «Унсалы», заменив на 70-й минуте оформившего хет-трик в матче Антонио Чолака. По окончании сезона подписал с клубом профессиональный контракт, рассчитанный на три года.
В сезоне 2022 года на правах аренды выступал за «Олимпик». После завершения аренды вернулся в «Мальмё» и в феврале 2023 года продлил контракт с командой до 2026 года. 30 апреля дебютировал в чемпионате Швеции в матче пятого тура нового сезона с Хаммарбю, заменив в компенсированное ко второму тайму время Серхио Пенью.

## Клубная статистика
| Выступление      | Выступление      | Выступление      | Лига | Лига | Кубки | Кубки | Конт. кубки | Конт. кубки | Итого | Итого |
| Клуб             | Лига             | Сезон            | Игры | Голы | Игры  | Голы  | Игры        | Голы        | Игры  | Голы  |
| ---------------- | ---------------- | ---------------- | ---- | ---- | ----- | ----- | ----------- | ----------- | ----- | ----- |
| Сандаред         | Дивизион 4       | 2019             | 3    | 1    | 0     | 0     | 0           | 0           | 3     | 1     |
| Сандаред         | Итого            | Итого            | 3    | 1    | 0     | 0     | 0           | 0           | 3     | 1     |
| Мальмё           | Алльсвенскан     | 2021             | 0    | 0    | 1     | 0     | 0           | 0           | 1     | 0     |
| Мальмё           | Алльсвенскан     | 2023             | 1    | 0    | 4     | 0     | 0           | 0           | 5     | 0     |
| Мальмё           | Итого            | Итого            | 1    | 0    | 5     | 0     | 0           | 0           | 6     | 0     |
| → Олимпик        | Дивизион 1       | 2022             | 29   | 8    | 0     | 0     | 0           | 0           | 29    | 8     |
| → Олимпик        | Итого            | Итого            | 29   | 8    | 0     | 0     | 0           | 0           | 29    | 8     |
| Всего за карьеру | Всего за карьеру | Всего за карьеру | 33   | 9    | 5     | 0     | 0           | 0           | 38    | 9     |